# Trà ô long
Trà Ô Long (Hán văn giản thể: 乌龙; Hán văn phồn thể: 烏龍 pinyin: wūlóng) là một trà truyền thống Trung Quốc (Camellia sinensis) sản xuất thông qua một quá trình độc đáo như phơi lá chè cho héo dưới ánh mặt trời và quá trình oxy hóa mạnh mẽ trước khi sấy. Phần lớn trà Ô Long, nhất là với trà chất lượng tốt, liên quan đến giống cây trồng trà riêng biệt với các giống cụ thể. Mức độ lên men có thể nằm trong khoảng từ 8% đến 85%, tùy thuộc vào sự đa dạng và phong cách sản xuất. Loại trà này đặc biệt phổ biến với những người sành trà miền nam Trung Quốc và Hoa kiều ở Đông Nam Á, việc pha trà ở khu vực này xuất phát từ khu vực nam Trung Hoa cũng vậy.
Trong văn hóa trà Trung Quốc, loại trà oxy hoá Ô Long được gọi chung nhóm là "thanh trà" (Trung Quốc: 青茶, nghĩa là "trà xanh"). Hương vị của trà Ô Long khác nhau rất nhiều giữa các chủng loại biến thể. Nó có thể là ngọt ngào với mùi vị trái cây với mùi hương mật ong, hoặc giống gỗ và dày với mùi hương rang, hoặc màu xanh lá cây và tươi mát với mùi hương được bó hoa, tất cả tùy thuộc vào rau quả và phong cách sản xuất. Một số biến thể của chè Ô Long, bao gồm cả những loại sản xuất ở dãy núi phía bắc Phúc Kiến Vũ và ở vùng núi trung tâm của Đài Loan, trong số các loại trà nổi tiếng nhất Trung Quốc.
Các biến thể khác nhau của trà Ô Long được chế biến khác nhau, nhưng lá được hình thành vào một trong hai phong cách khác biệt. Một số được cuộn lại thành lá dài nhọn, trong khi những loại khác thì quấn, cuộn tròn thành hạt nhỏ, với một cái đuôi. Phong cách cuộn thành lá dài là phong cách truyền thống.